# Journal of Endovascular Therapy
Das Journal of Endovascular Therapy, abgekürzt J Endovasc Ther, ist eine wissenschaftliche Fachzeitschrift, die vom Allen Press-Verlag für die International Society of Endovascular Specialists veröffentlicht wird. Die Zeitschrift wurde 1994 unter dem Namen Journal of Endovascular Surgery gegründet und im Jahr 2000 in den derzeit gültigen Namen geändert. Sie erscheint mit sechs Ausgaben im Jahr. Es werden Arbeiten veröffentlicht, die sich mit gefäßchirurgischen Themen beschäftigen.
Der Impact Factor lag im Jahr 2018 bei 2,986. Nach der Statistik des Web of Science wird das Journal mit diesem Impact Factor in der Kategorie Chirurgie an 50. Stelle von 203 Zeitschriften und in der Kategorie periphere Gefäßerkrankung an 25. Stelle von 65 Zeitschriften geführt.